# 제150사단 (일본군)
제150사단(第150師団 다이햐쿠고쥬시단[*])은 일본령 조선 전라남도 정읍시에 사단 본부를 두었던 일본 제국 육군의 사단이다. 통칭호는 일본어: 護朝兵団 고쵸헤이단[*]→아침을 보호하는 사단.

## 역사
본토결전 제1차 병비을 위해 창설된 16개 해안배비사단에 속하며, 1945년 4월 1일에 제17방면군 휘하부대 중의 하나로 편성되었다. 사각사단으로 정읍에 사단 본부와 분진포대를 두고 일본령 조선에 상륙할 연합군에 맞서 전라도의 해안을 방어하는 임무를 부여받았으며, 대전리의 섬에 보병 제431연대, 장성군에 보병 제429연대와 속사포대, 목포에 보병 제430, 432연대가 배치되었다. 소련-일본 전쟁에서 소련 극동군이 한반도로 진격하자, 군산에서 항복하였다.
제150사단이 썼던 시설로는 현재 목포근대역사관 뒤에 남아있는 방공터널이 있으며 문서적 근거는 확인되지 않으나, 목포항과의 지리적 이점, 근처의 일본영사관, 동양척식회사 지부가 있었던 것으로 보아 가능성 높다고 보인다.

## 조직 구조
지휘부 간부
- 사단장: 중장 미시마 기이치로(三島義一郎); 1945년 4월 1일 ~ 종전
- 참모장: 중좌 다카야나기 아사시로(高柳浅四郎); 1945년 4월 1일 ~ 종전

전투 서열
- 보병 제429연대 (히메지)
- 보병 제430연대 (히메지)
- 보병 제431연대 (히메지)
- 보병 제432연대 (히메지)
- 사단 속사포대
- 사단 분진포대
- 사단 치중대
- 사단 통신대
- 사단 병기근무대
- 사단 야전병원
- 사단 제독대

## 참고 자료
- Madej, W. Victor (1981). 《Japanese Armed Forces Order of Battle 1937–1945》 (영어) 2판. Allentown, PA: Game Marketing Company.
- 外山操 (1987).  森松俊夫, 편집. 《帝国陸軍編制総覧》 (일본어). 芙蓉書房.
- 秦郁彦 (2005). 《日本陸海軍総合事典》 (일본어) 2판. 東京大学会.
- 福川秀樹 (2001). 《日本陸軍将官辞典》 (일본어). 芙蓉書房.
- 外山操 (1981). 《陸海軍将官人事総覧 陸軍篇》 (일본어). 芙蓉書房.